# Mala Buhaiivka, Vasîlkiv
Mala Buhaiivka (în ucraineană Мала Бугаївка) este un sat în comuna Krușînka din raionul Vasîlkiv, regiunea Kiev, Ucraina.

## Demografie
Componența lingvistică a localității Mala Buhaiivka
     Ucraineană (100%)
Conform recensământului din 2001, toată populația localității Mala Buhaiivka era vorbitoare de ucraineană (100%).